# (1216) Askania
(1216) Askania – planetoida z grupy pasa głównego asteroid okrążająca Słońce w ciągu 3 lat i 123 dni w średniej odległości 2,23 au. Została odkryta 29 stycznia 1932 roku w Landessternwarte Heidelberg-Königstuhl w Heidelbergu przez Karla Reinmutha. Nazwa planetoidy pochodzi od Askania-Werke, niemieckiego zakładu produkującego instrumenty optyczne i precyzyjne. Przed nadaniem nazwy planetoida nosiła oznaczenie tymczasowe (1216) 1932 BL.